# Solms-Hohensolms-Lich
Das Fürstenhaus Solms-Hohensolms-Lich ist ein Zweig des Adelsgeschlechts Solms, welches im Jahre 1129 erstmals urkundlich erwähnt wird, als der Edelherr Marquardus de Sulmese in der Stiftungsurkunde des Klosters Schiffenberg als Zeuge genannt wird.

## Geschichte

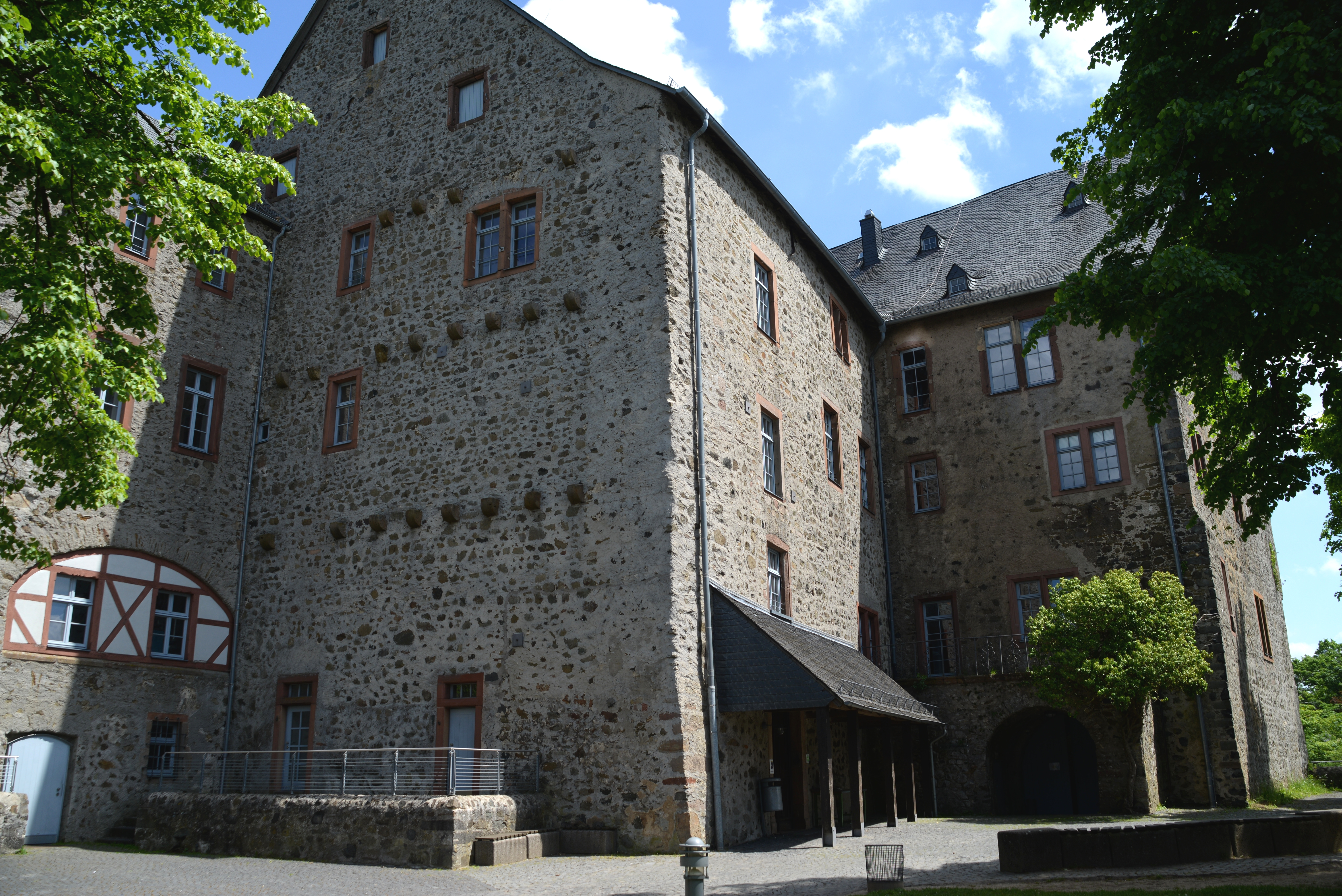
Burg Hohensolms

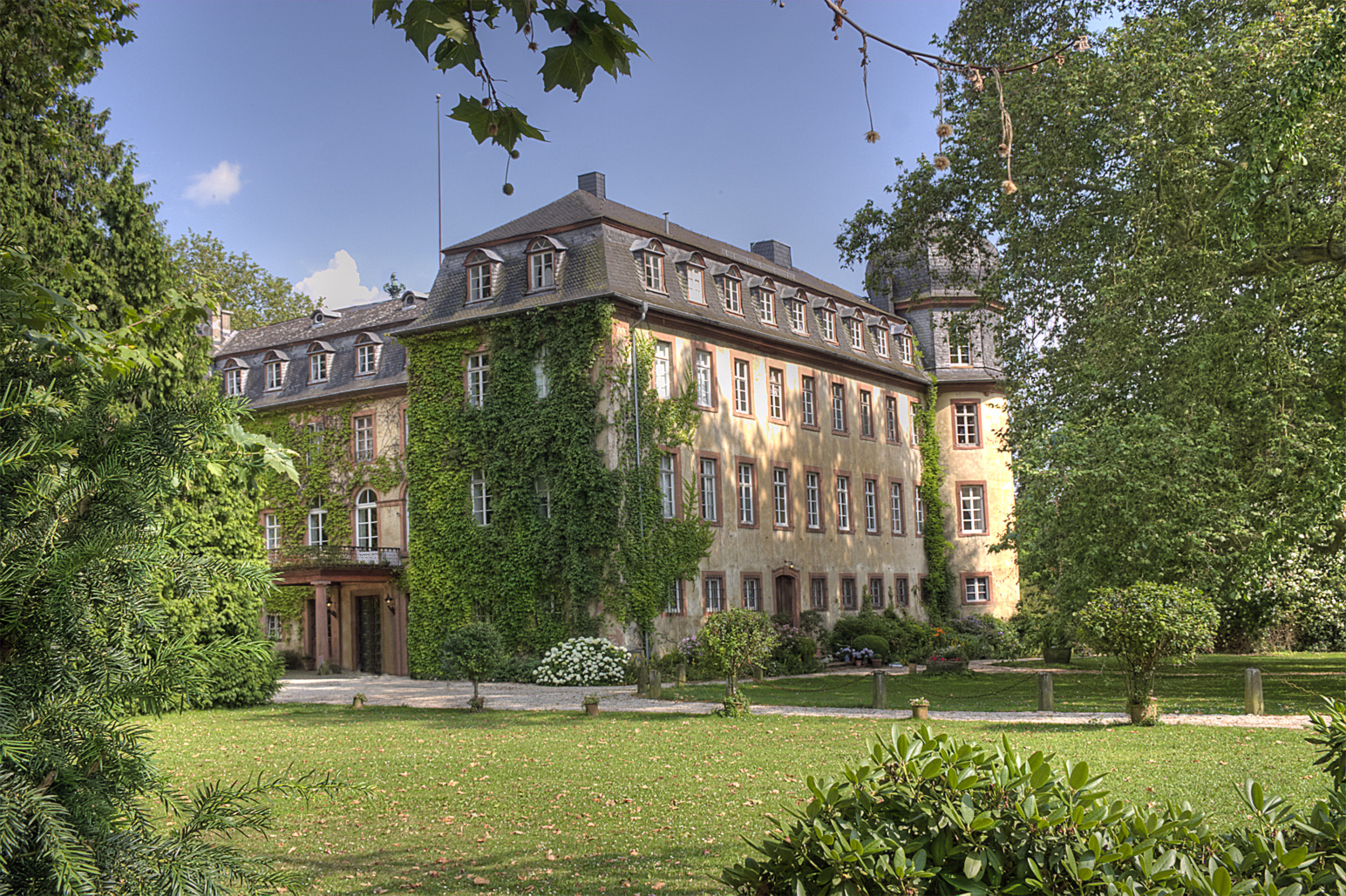
Schloss Lich

### Die Solmser im Mittelalter
Das im mittelhessischen Raum angesiedelte Haus Solms war ursprünglich in den Gebieten um Hohensolms und Burgsolms begütert, konnte sein Territorium im Laufe des Mittelalters durch zahlreiche Erwerbungen jedoch erheblich vergrößern und konsolidieren.
Das gesamte Hoch- und Spätmittelalter über entstanden innerhalb des Hauses Solms durch Besitzteilungen neue Linien, die Teilterritorien beherrschten, aber auch wieder erloschen.

### Der Beginn des Hauses Solms-Lich
Nach dem Aussterben der Linie Solms-Burgsolms im Jahr 1415 fielen deren Besitzungen an die Brüder Bernhard und Johann von Solms-Braunfels. Ein weiterer bedeutender Gebietszuwachs fiel den Brüdern 1419 durch Anteile an der sogenannten Münzenberger Erbschaft zu, mit welcher das Herrschaftsgebiet durch die hinzugewonnenen Ämter Butzbach, Lich und Hungen sowie Streubesitz um Assenheim in die fruchtbare Wetterau und mit dem Amt Laubach zum Vogelsberg hin ausgedehnt werden konnte.
Johann und Bernhard teilten daraufhin das gesamte Gebiet in den Jahren 1420 bis 1436 in mehreren Verträgen unter sich auf: Bernhard erhielt die Ämter Braunfels, Greifenstein und Hungen und führte fortan den Titel Graf zu Solms-Braunfels. Sein Bruder Johann (1411–1457) erhielt die Ämter Lich, Laubach und Hohensolms.
Mit der Teilung entstanden somit die zwei Hauptlinien Solms-Braunfels und Solms-Lich. Johann von Solms wurde zum Begründer der Linie Solms-Lich. Durch seine Eheschließung mit Elisabeth von Cronberg († 1438), der einzigen Tochter von Frank dem Reichen von Cronberg, fielen dem Haus Solms-Lich durch Erbschaft bald weitreichende Besitzungen – die Ämter Nieder-Wöllstadt und Rödelheim sowie weitere Teile der Münzenberger Erbschaft um Assenheim – zu. Weitere Besitzungen, wie etwa das Amt Niederweisel und Teile der Ämter Butzbach und Grüningen, konnten in den folgenden Jahren erworben und somit das Einflussgebiet erheblich ausgedehnt werden.

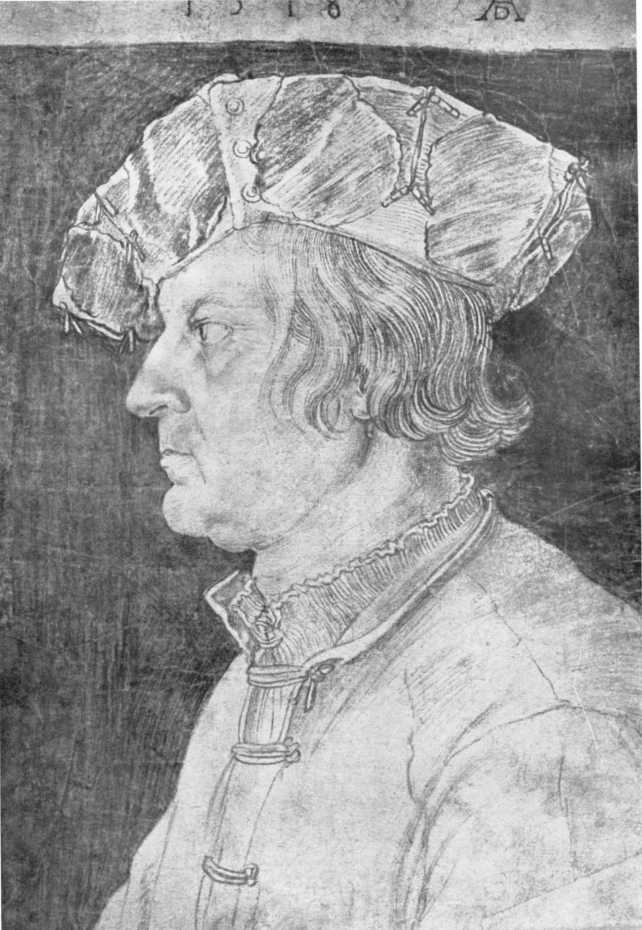
Graf Philipp zu Solms-Lich (1468–1544), Kupferstich von Albrecht Dürer, 1518

Mit Graf Philipp zu Solms-Lich (1468–1544), der den Kaisern Maximilian I. und Karl V. als Rat diente, erlangte das Haus Solms-Lich Einfluss auf die Reichspolitik. In dieser Position stärkte der Graf auch die eigene Landeshoheit. Zwischen 1506 und 1514 trat er als Wirklicher Geheimer Rat außerdem in den Dienst des mächtigen Kurfürsten von Sachsen und Schutzherrn Luthers, Friedrichs des Weisen. Im Jahr 1520 setzte er sich bei Franz von Sickingen für Martin Luther ein, um diesen vor einer möglichen Verhaftung zu schützen. Durch Ulrich von Hutten sagte Sickingen dies zu. Nach dem Tod Friedrichs des Weisen trat Graf Philipp in den Dienst des Landgrafen Philipp von Hessen. Obwohl der hessische Landgraf zum Protestantismus übertrat, blieb Philipp auch aus politischen Gründen dem alten Glauben treu und stand in der Konfessionsfrage auf kaiserlicher Seite. Angeblich bekannte er sich aber auf dem Sterbebett zur reformatorischen Lehre. Graf Philipp war nicht nur den geistlichen, sondern auch den künstlerischen Strömungen seiner Zeit gegenüber aufgeschlossen und tat sich als Förderer von Kunst und Architektur hervor. So weilten auf seine Einladung hin die Maler Lucas Cranach d. Ä. sowie Hans Döring, den er als Hofmaler einstellte, in Lich. Beide Künstler porträtierten den Grafen, ebenso wie Albrecht Dürer, teilweise sogar mehrfach. 1537 erwarb Philipp die Herrschaft Sonnewalde in der Niederlausitz und 1544 die Burg und Herrschaft Alt-Pouch.
Nach Philipps Tod wurde der Besitz des Hauses Solms-Lich 1548 geteilt, wobei Reinhard Graf zu Solms (1491–1562) die Ämter Lich und Hohensolms übernahm. Die Nachfahren des jüngeren Bruders Otto (1496–1522) erhielten das Amt Laubach sowie die Besitzungen Sonnewalde und Pouch, womit die Linie Solms-Laubach entstand.

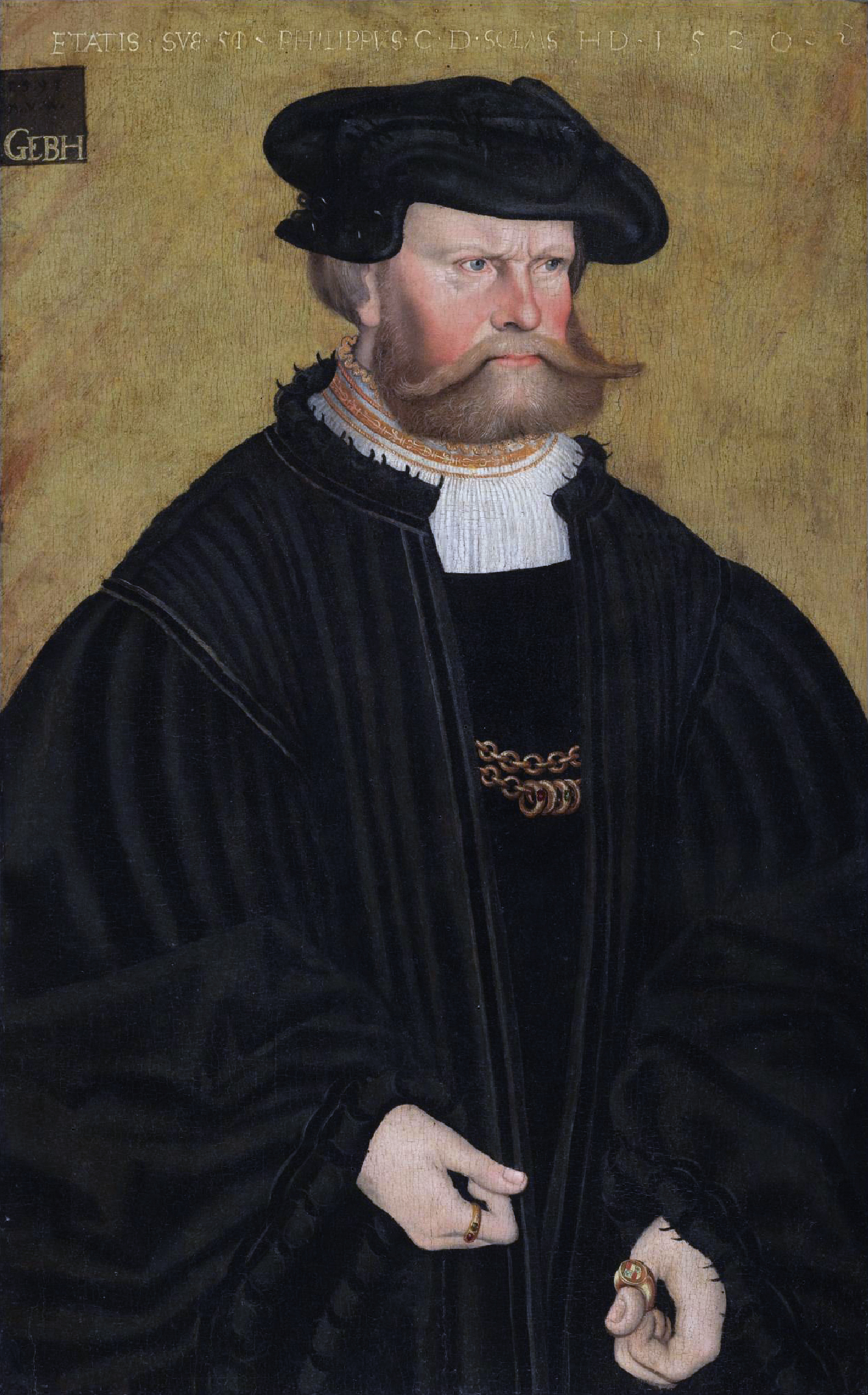
Philipp zu Solms-Lich, von Hans Döring, 1519
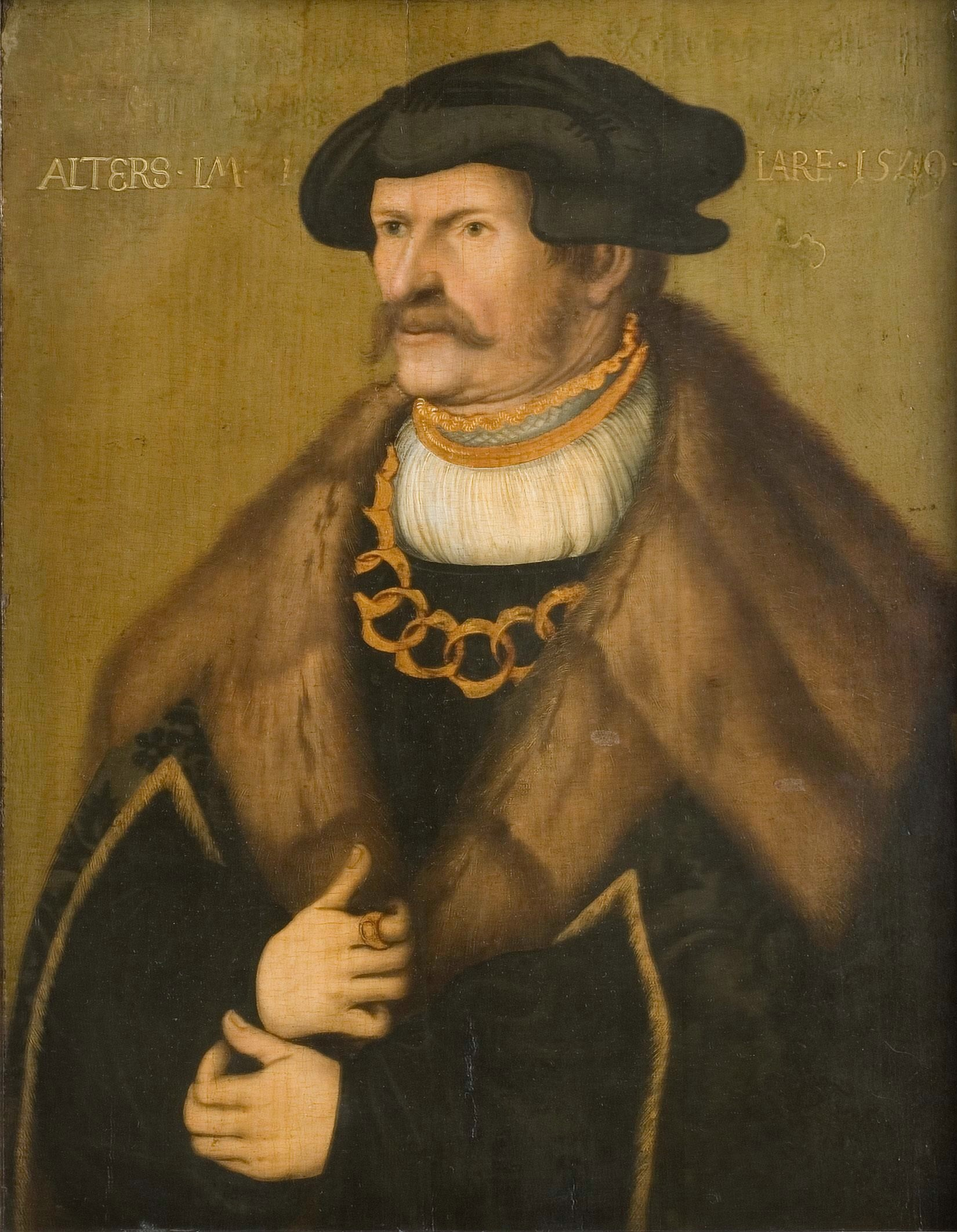
Philipp zu Solms-Lich, von Hans Döring, 1549
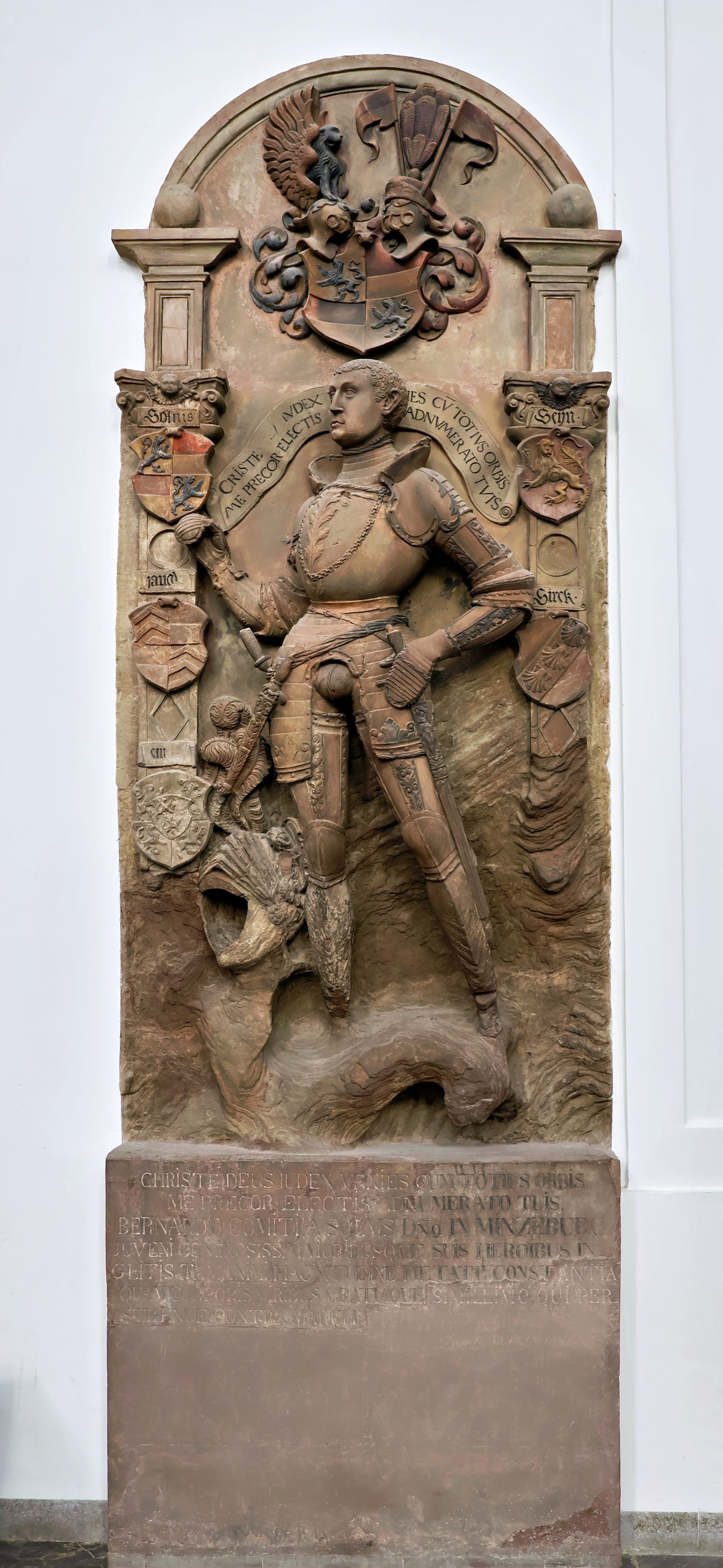
Epitaph Bernhard zu Solms-Hohensolms-Lich (1533–1554) im Würzburger Dom

### Das Haus im 16. und 17. Jahrhundert
Graf Philipps Sohn Reinhard unterstützte lebenslang Kaiser Karl V. gegen die protestantische Fürstenopposition. Er betätigte sich auch als Militäringenieur, befestigte die Stadt Lich und wurde in Süddeutschland zum Neubau zahlreicher Landesfestungen herangezogen.
Reinhards Neffe Friedrich Magnus I. (1521–1561) der Linie Solms-Laubach heiratete 1545 Gräfin Agnes von Wied († 1588). Als Freund des Reformators Melanchthon führte er in Laubach die Reformation ein und er Justiz-, Steuer- und Bildungsreformen durch. Friedrich Magnus’ Nachfolger wurde sein Sohn Johann Georg (1547–1600).
Den Solms-Licher Teil regierten nach dem Tod des Grafen Reinhard seine Söhne zunächst gemeinschaftlich, bis sie ihn 1579 ebenfalls unter sich aufteilten. Reinhards Sohn Ernst I. (1527–1590) erhielt die Besitzungen um Lich und begründete damit eine rund 140 Jahre lang bestehende eigene Linie Solms-Lich. Sein Bruder Eberhard (1530–1600) erhielt das Amt Hohensolms und der Jüngste, Hermann Adolf (1545–1613), die Anteile an Butzbach. Als Graf Eberhard im Jahre 1600 kinderlos starb, wurde dessen Amt Hohensolms dann nochmals zwischen den Erben des zwischenzeitlich ebenfalls verstorbenen Grafen Ernst I. sowie dem Grafen Hermann Adolf aufgeteilt. Letzterer begründete damit die Linie Solms-Hohensolms, mit Besitz an Butzbach.

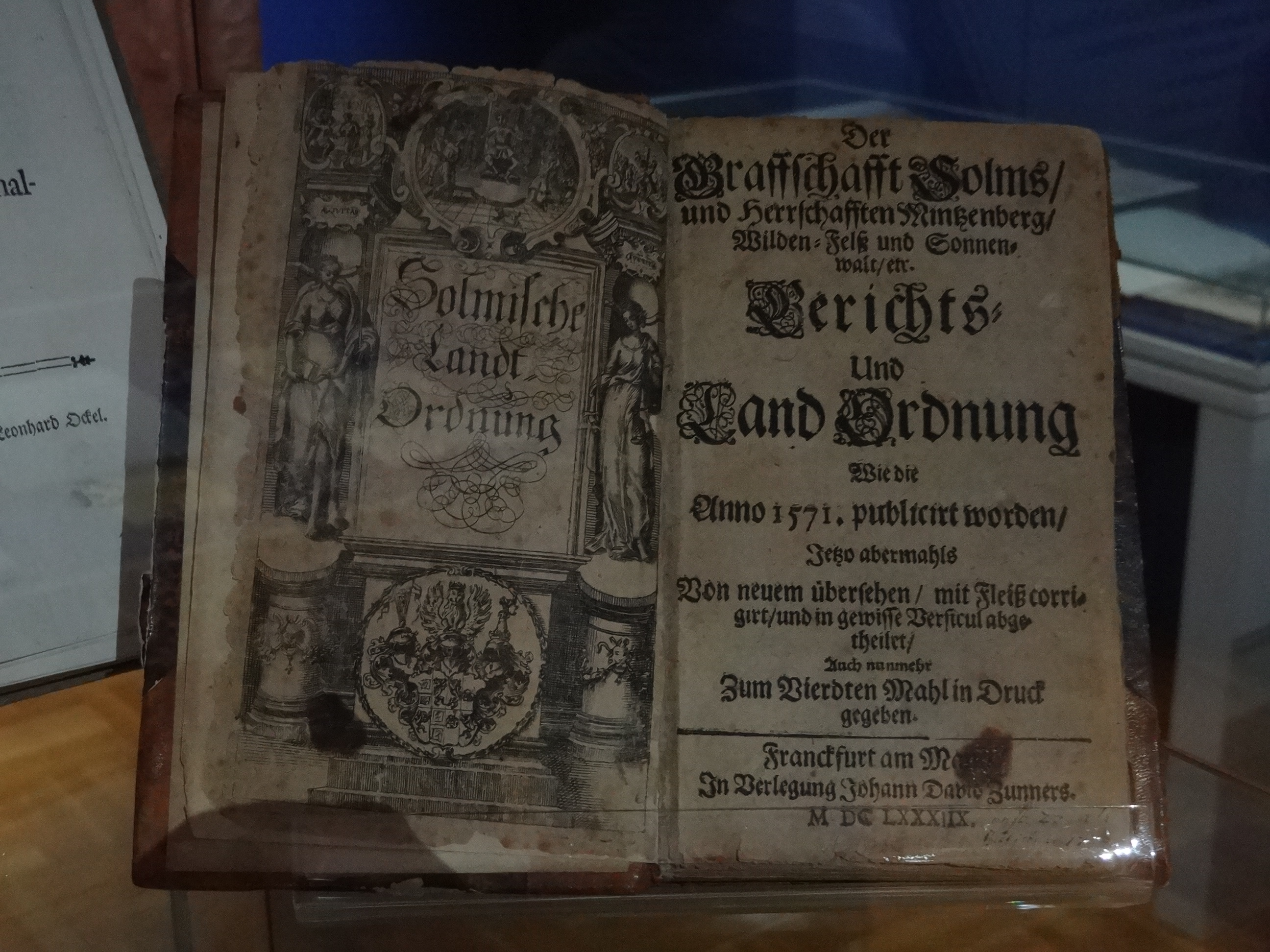
Solmische Landtordnung (1688, Reichskammergerichtsmuseum Wetzlar)

Die vom Haus Solms-Braunfels initiierte Solmser Landrechtsordnung von 1571 wurde auch in Solms-Lich verkündet.
Vom Dreißigjährigen Krieg blieb die Herrschaft Solms-Lich dank ihrer neutralen Stellung weitestgehend verschont.

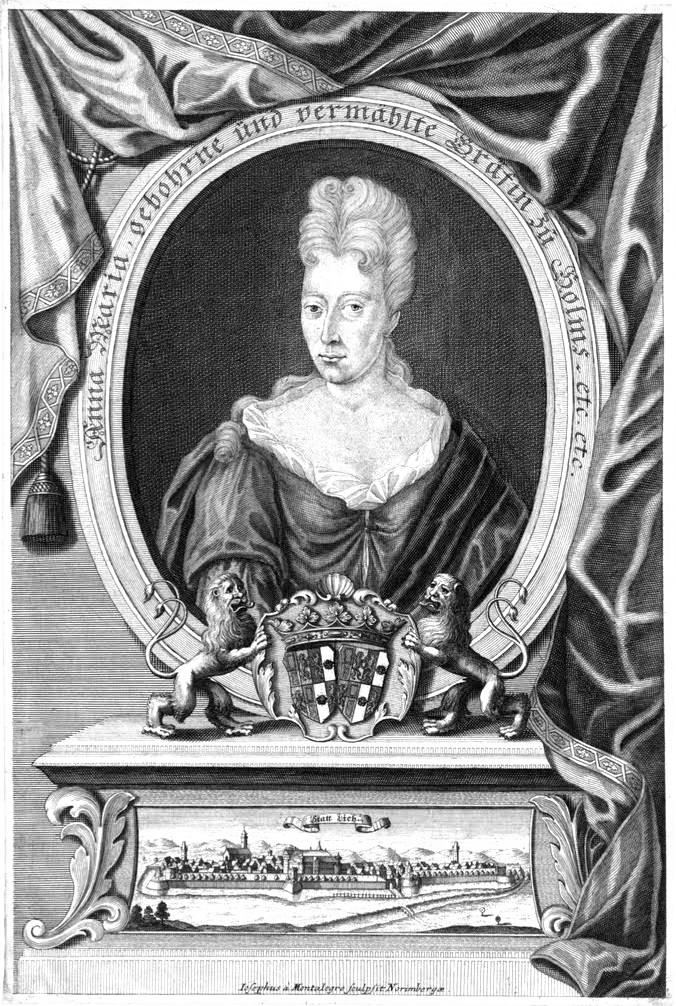
Gräfin Anna Maria von Solms-Lich, geb. Gräfin von Solms-Rödelheim

Graf Hermann Adolf Moritz von Solms-Lich (1646–1718) war mit Anna Maria von Solms-Rödelheim (1660–1713) verheiratet, einer Tochter des Grafen Johann August von Solms-Rödelheim.

### Das gräfliche Haus Solms-Hohensolms-Lich (1718 bis 1792)
Nach dem Tode von Hermann Adolf Moritz von Solms-Lich im Jahr 1718 fiel sein Land aufgrund fehlender Nachkommen als Erbschaft an seinen Vetter Friedrich Wilhelm von Solms-Hohensolms (1682–1744), Sohn des Grafen Ludwig von Solms-Hohensolms und dessen Frau Louise zu Dohna-Vianen. Er vereinigte damit die seit 1579 getrennten Linien Solms-Hohensolms und Solms-Lich zur heute noch bestehenden Linie Solms-Hohensolms-Lich.
Im Siebenjährigen Krieg von 1756 bis 1763 wurde die Grafschaft Solms-Hohensolms-Lich durch Einquartierungen und Kampfhandlungen sehr in Mitleidenschaft gezogen, ebenso in den Napoleonischen Kriegen. 1771 verlegte Friedrich Wilhelms Sohn Carl Christian (1725–1803) verlegte die Residenz von Hohensolms nach Lich.

### Das Fürstentum Solms-Hohensolms-Lich bis 1806

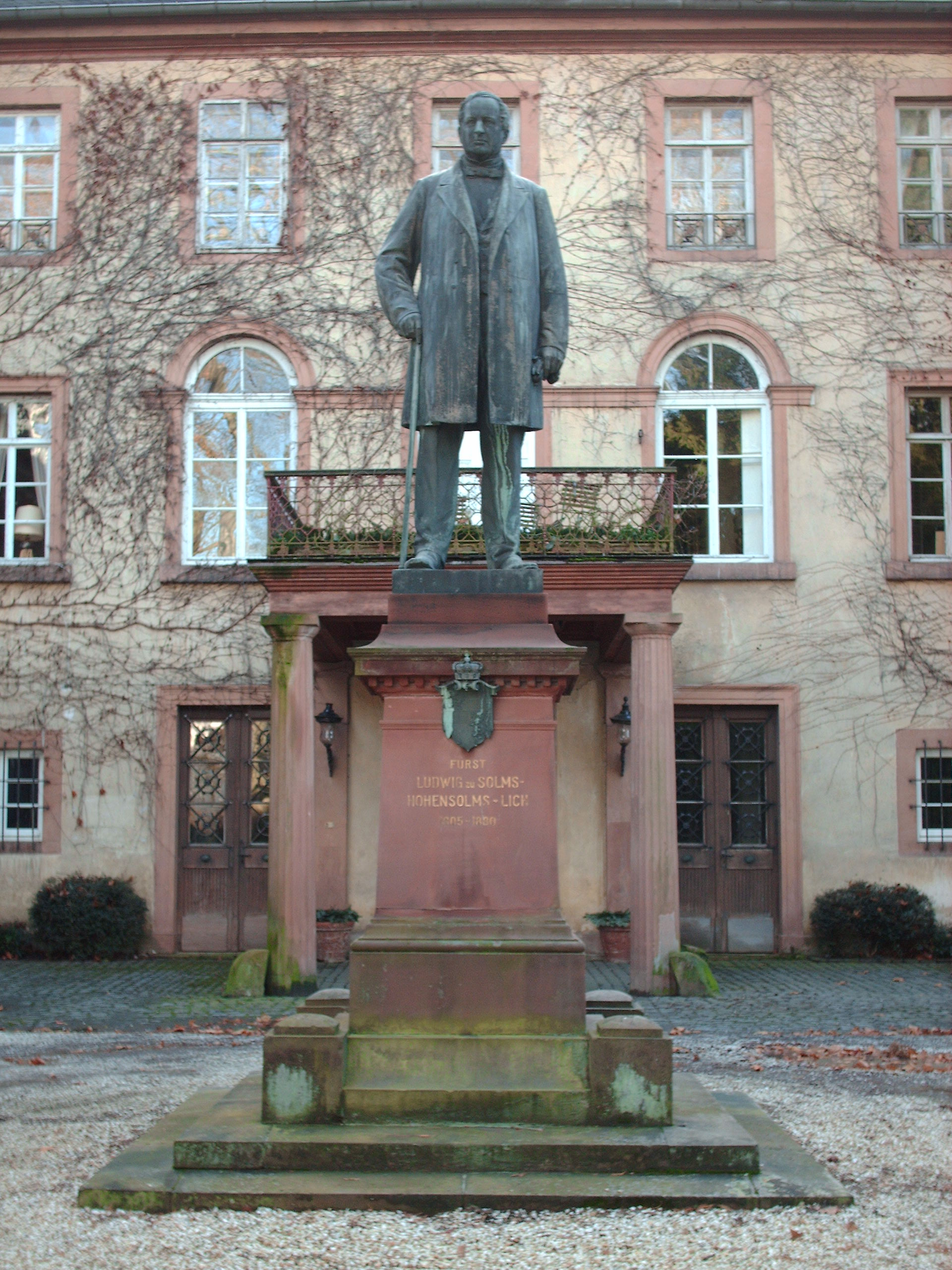
Denkmal des Fürsten Ludwig zu Solms-Hohensolms-Lich im Hof des Licher Schlosses.

Am 14. Juli 1792 wurde Carl Christian durch Franz II., den letzten Kaiser des Heiligen Römischen Reiches Deutscher Nation, als 1. Fürst zu Solms-Hohensolms-Lich in den Reichsfürstenstand erhoben. Die Nachfolge übernahm nach seinem Tod 1803 sein Sohn Karl Ludwig August. Im gleichen Jahr konnte dieser im Zuge der Säkularisation den Grundbesitz mit ersten Pfründen des zerschlagenen Zisterzienserklosters Arnsburg abrunden. Streitigkeiten über weitere Pfründen der Klöster Arnsburg und Altenberg zwischen den Häusern Solms-Hohensolms-Lich, Solms-Braunfels und Solms-Rödelheim folgten; sie wurden erst im Jahr 1833 vor dem Oberappellationsgericht zu Darmstadt endgültig geklärt.

### Die Jahre 1806 bis 1918
Mit der Rheinbundakte verlor das Fürstentum Solms-Hohensolms-Lich 1806 seine Souveränität. Es wurde mediatisiert und die fürstliche Familie zu Standesherren degradiert. Ihr Land wurde teils in das Großherzogtum Hessen-Darmstadt, teils in das Herzogtum Nassau (Amt Hohensolms, 1815 dann von Nassau an Preußen) eingegliedert. Die fürstliche Familie behielt als Standesherrschaft jedoch etliche Sonderrechte, unter anderem die Weiterführung der Amts- und Patrimonialgerichtsbarkeit. Andere Privilegien wurden im Zuge der Revolution von 1848 aufgegeben.
Karl Ludwig Augusts Sohn, der dem Liberalismus anhängende studierte Jurist Ludwig (1805–1880), wurde Präsident der ersten Kammer der Landstände des Großherzogtums Hessen, Marschall des Provinziallandtages der preußischen Rheinprovinz, Preußischer Staatsrat und Abgeordneter des Norddeutschen Bundes. Seine 1829 geschlossene Ehe mit Marie Prinzessin zu Isenburg-Büdingen (1808–1872) blieb kinderlos, so dass sein Neffe Hermann Adolf (1838–1899) ihm in der Fürstenwürde nachfolgte. Diesem folgte sein Sohn Karl Ferdinand Wilhelm (1866–1920).

### Seit 1918
Nach Karls Tod im Jahr 1920 wurde sein Bruder Reinhard Ludwig (1867–1951) Oberhaupt des Hauses. Dessen Sohn Hermann Otto (1902–1940) fiel im Zweiten Weltkrieg, sodass nach Reinhard Ludwigs Tod 1951 sein Enkel Philipp Reinhard die Nachfolge antrat – zunächst unter Vormundschaft seiner Mutter Gertrud, geborene Freiin und Herrin von Werthern-Beichlingen (1913–1987).Philipp Reinhard zu Solms-Hohensolms-Lich (1934–2015) heiratete 1970 Agneta Hélène Marie Gräfin Fouché d’Otrante (* 1948). Er verkaufte in den fünfziger Jahren die Burg Hohensolms an die Evangelische Kirche von Hessen und Nassau (EKHN), die sie zur Jugendburg ausbaute. Wohnsitz der Linie Solms-Hohensolms-Lich ist seit 1765 das Licher Schloss. Philipp Reinhards Sohn, Carl Christian, Prinz (bzw. Fürst)  zu Solms-Hohensolms-Lich (* 1975), ist seit 2008 verheiratet mit Christina Gräfin Douglas (* 1973). Das Paar hat drei Kinder.
Etliche Liegenschaften des Hauses außerhalb von Hessen lagen nach 1945 in der SBZ bzw. ab 1949 auf dem Territorium der Deutschen Demokratischen Republik und wurden nach 1945 enteignet. Nach der Wende und der Deutschen Einheit im Jahr 1990 kam es zu Rückerstattungsverhandlungen. Philipp Reinhard baute durch Neuerwerb in der Folgezeit neben seiner Rinderzucht in Lich einen weiteren Betrieb in Schmogrow-Fehrow in der Niederlausitz auf.

## Stammtafel des Hauses Solms-Hohensolms-Lich
| Stammtafel des Hauses Solms-Hohensolms-Lich | | |
| Name                                        | Eheschließung mit | Bemerkungen                                                                                             |
| Johann (1411–1457)                          | ⚭ 1429 Elisabeth von Cronberg (–1438)                                                                                    | |
| Kuno (1420–1477)                            | ⚭ 1457 Walpurg Wild- und Rheingräfin (1440–1493)                                                                         | |
| Philipp (1468–1544)                         | ⚭ 1489 Adriana Gräfin zu Hanau (1470–1524)                                                                               | |
| Reinhard I. (1491–1562)                     | ⚭ 15?? Maria Gräfin zu Sayn-Hachenburg (1505–1586)                                                                       | |
| Ernst I. (1527–1590)                        | ⚭ 1557 Margarethe Gräfin zu Solms-Braunfels (1541–1594)                                                                  | |
| Reinhard II. (1562–1596)                    | | |
| Georg Eberhard (1563–1602)                  | ⚭ 1595 Sabina Gräfin von Egmond (1562–1614)                                                                              | Bruder von Reinhard II.                                                                                 |
| Ernst II. (1565–1619)                       | ⚭ 1596 Anna Gräfin von Mansfeld (1580–1620)                                                                              | Bruder von Reinhard II.                                                                                 |
| Otto Sebastian (1614–1632)                  | | |
| Ludwig Christoph (1618–1650)                | ⚭ 1641 Amöna Amalia Gräfin von Wied (1618–1680)                                                                          | Bruder von Otto Sebastian                                                                               |
| Hermann Adolf Moritz (1646–1718)            | ⚭ 1675 Anna Maria Gräfin zu Solms-Rödelheim (1660–1713)                                                                  | |
| Vorfahren von Friedrich Wilhelm             | Eheschließung mit | Bemerkungen                                                                                             |
| Hermann Adolf (1545–1613)                   | ⚭ 1589 Anna Sophia Gräfin von Mansfeld (1562–1601)                                                                       | Bruder von Ernst I.                                                                                     |
| Philipp Reinhard I. (1593–1635)             | ⚭ 1614 Elisabeth Gräfin von Wied (1593–1635)                                                                             | |
| Philipp Reinhard II. (1615–1665)            | ⚭ I. 1636 Anna Amalia Gräfin zu Solms-Greifenstein (1617–1640) ⚭ II. 1642 Katharina Eleonora von Tschernembl (1622–1675) | |
| Ludwig (1646–1707)                          | ⚭ I. 1668 Luise Burggräfin zu Dohna (1646–1687) ⚭ II. 1691 Wilhelmine Gräfin zu Leiningen-Dachsburg (1659–1733)          | |
| Name                                        | Eheschließung mit | Bemerkungen                                                                                             |
| Friedrich Wilhelm (1682–1744)               | ⚭ 1710 Wilhelmine Magdalene Gräfin zu Isenburg-Birstein (1682–1749)                                                      | Sohn von Ludwig Urururenkel von Reinhard                                                                |
| Carl Christian (1725–1803)                  | ⚭ 1759 Sophie Charlotte Burggräfin zu Dohna-Wartenberg (1740–1798)                                                       | |
| Karl Ludwig August (1762–1807)              | ⚭ 1802 Henriette Sophie Gräfin zu Bentheim-Steinfurt (1777–1851)                                                         | |
| Karl (1803–1824)                            | | |
| Ludwig (1805–1880)                          | ⚭ 1829 Marie Prinzessin zu Isenburg-Büdingen (1808–1872)                                                                 | Bruder von Karl                                                                                         |
| Hermann Adolf (1838–1899)                   | ⚭ 1865 Agnes Gräfin zu Stolberg-Wernigerode (1842–1904)                                                                  | Neffe von Karl und Ludwig Eltern: Ferdinand (1806–1876) ⚭ 1836 Karoline Prinzessin Collalto (1818–1855) |
| Karl Ferdinand Wilhelm (1866–1920)          | ⚭ 1894 Emma Prinzessin zu Stolberg-Wernigerode (1875–1956)                                                               | |
| Reinhard Ludwig (1867–1951)                 | ⚭ 1898 Marka Clara Rosa Gräfin zu Solms-Sonnewalde (1879–1965)                                                           | Bruder von Karl Ferdinand Wilhelm                                                                       |
| Hermann Otto (1902–1940)                    | ⚭ 1933 Gertrud Freiin und Herrin von Werthern-Beichlingen (1913–1987)                                                    | |
| Philipp Reinhard (1934–2015)                | ⚭ 1974 Marie Gräfin Fouché d’Otrante (* 1948)                                                                            | |
| Carl-Christian (* 1975)                     | ⚭ 2009 Christina Gräfin Douglas (* 1973)                                                                                 | |
| Louis Clemens Jamal (* 2008)                | | |

Siehe auch Stammliste des Hauses Solms

## Wappen

### Das Wappen des Hauses Solms-Lich

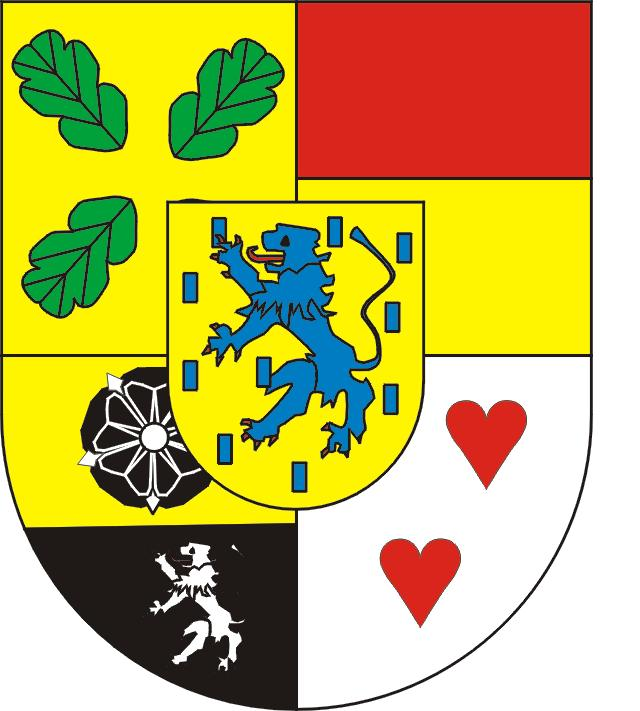
Wappen der erloschenen Linie Solms-Lich

Das Herzschild des Wappens zeigt das Stammwappen des Hauses Solms, einen linksgerichteten, geschweiften, blauen Löwen auf gelbem und mit blauen aufrechten Schindeln bestreuten Grund. Beigeordnet befinden sich (von links oben nach rechts unten) die Wappen von
1 Herrschaft Greifenstein,
2 Amt Münzenberg,
3a Herrschaft Wildenfels,
3b Herrschaft Sonnewalde,
4 Grafschaft Tecklenburg.

### Das Wappen des Hauses Solms-Hohensolms-Lich
(Siehe Seitenanfang.) – Das Herzschild des Wappens zeigt das Stammwappen des Hauses Solms, beigeordnet befinden sich (von links oben nach rechts unten) die Wappen von
1: Grafschaft Lingen,
2: Grafschaft Tecklenburg, 3: Herrschaft Rheda,
4a: Herrschaft Greifenstein,
4b: Herrschaft Wildenfels,
6a: Amt Münzenberg 6b Herrschaft Sonnewalde,
7: Grafschaft Kriechingen,
8: Seigneurie Bacourt,
9: Herrschaft Pettingen.
Obzwar weiterhin gültig wird heute ein vereinfachtes, d. h. auf die Kernbesitzungen reduziertes Wappen geführt.

## Das Schloss und der Schlosspark zu Lich

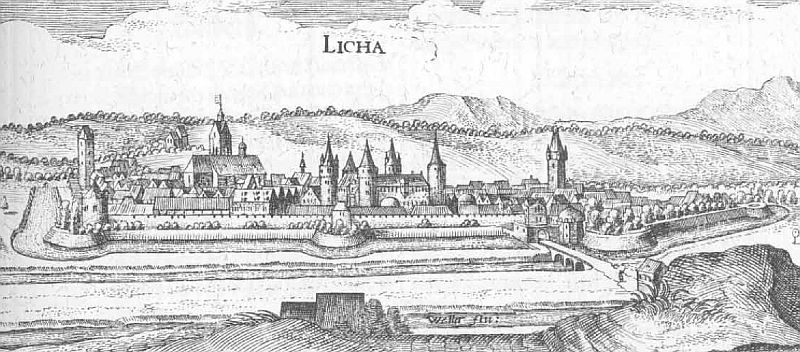
Lich im Jahr 1655 – im Vordergrund das Schloss in seiner damaligen Form. Auszug aus der Topographia Hassiae des Matthäus Merian von 1655.

Das Schloss Lich in seiner heutigen Form entstand aus einer im 13. Jahrhundert erbauten Wasserburg. Es wurde beginnend im 17. Jahrhundert zunächst im Renaissance-, dann im Barockstil in seine heutige Form umgebaut. Die sogenannte Hoffassade wurde 1836 gestaltet, der Gobelinsaal 1911. Es ist bis heute Familiensitz. Öffentlich zugänglich ist der Schlosspark im Stil eines englischen Landschaftsparks. Im Hof befindet sich das Denkmal für Fürst Ludwig zu Solms-Hohensolms-Lich.

## Das Fürstlich Solms-Hohensolms-Lich’sche Archiv
Das Handschriftenarchiv reicht zurück bis ins 13. Jahrhundert. Es gilt als eines der kulturhistorisch wertvollsten Archive in Hessen und umfasst ca. 2000 Urkunden sowie rund 350 weitere Konvolute zu den Häusern Solms-Lich, Solms-Hohensolms und Solms-Hohensolms-Lich sowie das Archivgut der ehemaligen Zisterzienserabtei Kloster Arnsburg. Es wird mittlerweile im Hessischen Staatsarchiv Darmstadt aufbewahrt.

## Bekannte Mitglieder des Hauses Solms-Hohensolms-Lich
a) Linie Solms-Lich:
- Eberhard zu Solms-Lich (1530–1600), Landdrost des Herzogtums Westfalen
- Johann zu Solms (1464–1483), Ritter des Ritterordens vom Heiligen Grab zu Jerusalem
- Philipp von Solms-Lich (1468–1544), Graf von Solms zu Lich

b) Linie Solms-Hohensolms-Lich:
- Ferdinand zu Solms-Hohensolms-Lich (1806–1876), Standesherr, Generalmajor und Abgeordneter
- Dorothea Gräfin Razumovsky geb. Prinzessin zu Solms-Hohensolms-Lich (1935–2014), Publizistin.
- Eleonore zu Solms-Hohensolms-Lich, Großherzogin von Hessen und bei Rhein (1871–1937), letzte Großherzogin von Hessen.
- Ferdinand zu Solms-Hohensolms-Lich (1886–1918), Offizier.
- Friedrich Alexander zu Solms-Hohensolms-Lich (1763–1830), preußischer Generalmajor und Gouverneur des Generalgouvernements Berg
- Hermann zu Solms-Hohensolms-Lich (1838–1899), Politiker.
- Hermann Otto Solms – eigtl. Dr. Hermann Otto Prinz zu Solms-Hohensolms-Lich – (* 1940), Politiker (FDP), von 1998 bis 2013 Vizepräsident des Deutschen Bundestages.
- Karl zu Solms-Hohensolms-Lich (1866–1920), erbliches Mitglied des Preußischen Herrenhauses sowie der Ersten Kammer im Großherzogtum Hessen.
- Ludwig zu Solms-Hohensolms-Lich (1805–1880), Jurist, Präsident der ersten Kammer des Landstände des Großherzogtums Hessen, Marschall des Provinziallandtages der preußischen Rheinprovinz, Preußischer Staatsrat und Abgeordneter des Norddeutschen Bundes.
- Wilhelm Solms – eigtl. Wilhelm Prinz zu Solms-Hohensolms-Lich – (* 1937), Germanist, Professor für Kommunikationswissenschaften und Mediendidaktik an der Philipps-Universität Marburg i. R.